# Svijanský Újezd
Obec Svijanský Újezd (německy Aujest bei Swijan) se nachází v okrese Liberec, kraj Liberecký. Žije zde 439 obyvatel. Skládá se ze tří částí: vlastního Svijanského Újezdu, Močítek a části osady Jirsko, jejíž další část patří k obci Sezemice.

## Poloha
Obec leží asi 6 km západně od Turnova, prochází ji silnice II. třídy č. 279 vedoucí ze severozápadně položených Kobyl do Svijan na jihu. Na východ vede silnice do Pěnčína, na sever do Soběslavic.

## Historie
Území dnešní obce patřilo klášteru Hradiště. První písemná zmínka o Újezdu pochází z roku 1436, kdy císař Zikmund zastavil bývalý majetek kláštera Bohuši z Kováně na Frýdštejně. Panství vystřídalo řadu majitelů, po konfiskacích v roce 1622 získal území Albrecht z Valdštejna. 1820 získal Svijanské panství Karel Alain Rohan, Rohanové sídlící na Sychrově drželi panství až do roku 1945.

## Kultura
Každoročně se ve Svijanském Újezdu také pořádají pivní slavnosti Svijanského pivovaru, které jsou doprovázeny koncerty různých skupin.

## Významní rodáci
- Lumír Jisl
- Václav Jaromír Picek (1812–1869)